# Slok Air Gambia
Slok Air Gambia of Slok Air International is een Gambiaanse luchtvaartmaatschappij met thuisbasis in Banjul.

## Geschiedenis
Slok Air Gambia werd opgericht in 2003 in Nigeria als Slok Air door de Slok Group. Na een conflict met de Nigeriaanse overheid werd de vliegvergunning ingetrokken en is de maatschappij onder de nieuwe naam verhuisd naar Gambia.

## Vloot
De vloot van Slok Air Gambia bestaat uit: (juli 2016)
- 3 Boeing 737-200